# Mitt Romney
Willard Mitt Romney (sinh ngày 12 tháng 3 năm 1947) là một doanh nhân và chính trị gia Hoa Kỳ. Ông hiện là đương kim Thượng nghị sĩ Hoa Kỳ đại diện cho bang Utah. Ông từng là Thống đốc thứ 70 của Tiểu Bang Massachusetts từ 2003 đến 2007 và là ứng cử viên Tổng thống của Đảng Cộng hòa trong cuộc bầu cử Tổng thống Mỹ diễn ra vào năm 2012.

## Tiểu sử
Là con trai của George W. Romney (cựu Thống đốc Michigan) và Lenore Romney, Mitt Romney đã lớn lên ở Bloomfield Hills, Michigan và sau đó được phục vụ như một nhà truyền giáo Mormon ở Pháp.
Ông nhận bằng đại học từ Brigham Young University, và sau đó tốt nghiệp bằng kép Juris Doctor/Thạc sĩ Quản trị kinh doanh từ Trường Luật Harvard và Trường Kinh doanh Harvard.
Vợ ông là Ann Romney.

## Kinh doanh
Romney bắt đầu bằng kinh doanh tư vấn quản lý, thăng tiến đến một vị trí tại Bain & Company, nơi cuối cùng ông là Giám đốc điều hành và đưa công ty thoát khỏi khủng hoảng. Ông cũng là đồng sáng lập và đứng đầu công ty Bain Capital, một công ty đầu tư cổ phần tư nhân trở thành có lợi nhuận cao và một trong các công ty lớn nhất ở Mỹ. Sự giàu có mà Romney tích lũy giúp tài trợ các chiến dịch trong tương lai chính trị của ông.

## Hoạt động chính trị
Ông chạy đua là ứng cử viên đảng Cộng hòa trong cuộc bầu cử năm 1994 của Thượng viện Hoa Kỳ ở tiểu bang Massachusetts, thua đương nhiệm Ted Kennedy. Romney tổ chức và chỉ đạo Thế vận hội Mùa đông năm 2002 là Chủ tịch và Giám đốc điều hành của Ủy ban Tổ chức Thế vận hội tại TP Salt Lake, và đã biến Thế vận hội gặp khó khăn trở thành một thành công về tài chính.
Romney đã được bầu làm Thống đốc tiểu bang Massachusetts vào năm 2002, phục vụ một nhiệm kỳ. Ông đã chủ tọa một loạt các cắt giảm chi tiêu và tăng thu lệ phí nhằm loại bỏ thâm hụt ngân sách trị giá 3 tỷ USD. Ông cũng đã ký thành luật cải cách chăm sóc sức khỏe Massachusetts pháp luật, cung cấp tiếp cận phổ cập bảo hiểm y tế thông qua trợ cấp và các nhiệm vụ cấp nhà nước và là người đầu tiên của loại hình này trên toàn quốc. Trong quá trình sự nghiệp chính trị của ông, vị trí của mình hoặc khả năng hùng biện đã chuyển thúc đẩy trường phái bảo thủ Mỹ trong một số lĩnh vực.
Romney chạy đua cho đề cử của đảng Cộng hòa trong cuộc bầu cử tổng thống Mỹ năm 2008, chiến thắng bầu cử sơ bộ và họp kín, nhưng cuối cùng đề cử cho John McCain. Trong những năm sau, cuốn sách của ông, Không xin lỗi: Trường hợp cho sự vĩ đại của Mỹ, được xuất bản. Ông cũng đưa ra bài phát biểu và gây quỹ chiến dịch thay mặt cho đảng Cộng hòa. Ngày 02 tháng sáu 2011, Romney tuyên bố rằng ông sẽ tìm kiếm sự đề cử của Đảng Cộng hòa bầu cử tổng thống năm 2012. Các nhà quan sát chính trị và các cuộc thăm dò ý kiến công chúng đặt ông trong số những người đứng đầu trong cuộc đua.

## Tranh cử tổng thống năm 2012
Sau những ngày cổ động bầu cử, ngày 6/11/2012 cuộc bầu cử tổng thống Mỹ sẽ bắt đầu.Romney giành vé trở thành ứng viên Tổng thống cho Đảng Cộng hòa.

Ông đã thất bại trước đương kim tổng thống Obama nhưng cũng đánh bại Obama tại một số bang chiến địa mà trước đó Obama giành được năm 2008.